# Paphiopedilum godefroyae
Paphiopedilum godefroyae es una especie de la familia de las orquídeas.

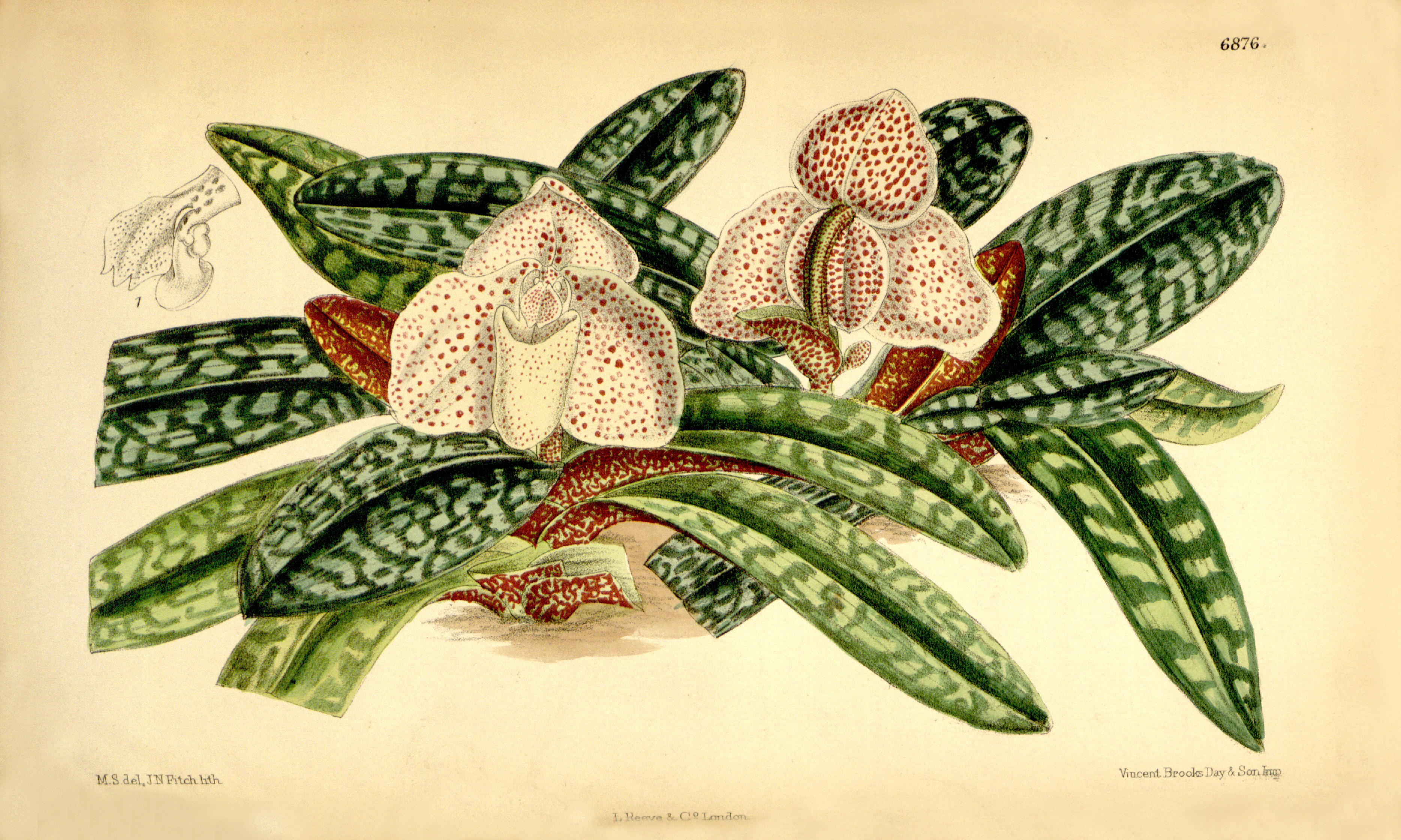
Ilustración de Curtis' 112
(Ser. 3 no. 42) pl. 6876 (1886)

## Descripción
Es una orquídea de tamaño pequeño, que prefiere un clima cálido, con hábitos terrestres o litofitas que tiene hojas linear-oblongas, de color verde oscuro con manchas pálidas con los bajos rojizos, esta planta florece con una inflorescencia terminal erecta, de 7.5 a 10 cm de largo, con 1 o 2 flores verdes, pálidas a púrpuras. La floración se produce a partir del verano hasta la primavera y puede aceptar un poco de sol.

## Distribución y hábitat
Se encuentran en las tierras bajas de Tailandia a altitudes de menos de 50 metros sobre el nivel del mar en los acantilados de piedra caliza en la hojarasca o musgo o raíces de árboles.

## Taxonomía
Paphiopedilum godefroyae fue descrita por (God.-Leb.) Stein y publicado en Orchideenbuch 468 (1892).
Etimología
El nombre del género viene de « Cypris», Venus, y de "pedilon" = "zapato" ó "zapatilla" en referencia a su labelo inflado en forma de zapatilla.
godefroyae; epíteto otorgado en honor del botánico francés, Alexandre Godefroy-Lebeuf ( 1852-1903).
Sinonimia
- Cordula godefroyae (God.-Leb.) Rolfe 1912
- Cypripedium godefroye Godefroye-LeBeuf 1883
- Cypripedium concolor Batem. var. godefroyae (God.-Leb.) Hemsley 1891;
- Paphiopedilum ang-thong Fowlie 1977
- Paphiopedilum godefroyae f. album O.Gruss 2002
- Paphiopedilum leucochilum Fowlie 1975[3][4][1]